# サフィータ
座標: 北緯34度49分 東経36度07分 / 北緯34.817度 東経36.117度
サフィータ（Safita、アラビア語： صا فيتا、Ṣāfītā）はシリア北西部タルトゥース県にある都市。地中海岸のタルトゥースからは南東の内陸部に位置し、世界遺産クラック・デ・シュヴァリエの北西にある。人口は33,000人ほど。シリアの海岸部を南北に貫く山脈の中にあり、三つの丘の上とその間の谷間にまたがっている。十字軍の重要な拠点都市で、トリポリ伯国の一部であった時代には、三つの丘のうちのひとつに城塞「シャステル・ブラン」（Chastel Blanc）が建てられテンプル騎士団が守っていた。

## 歴史

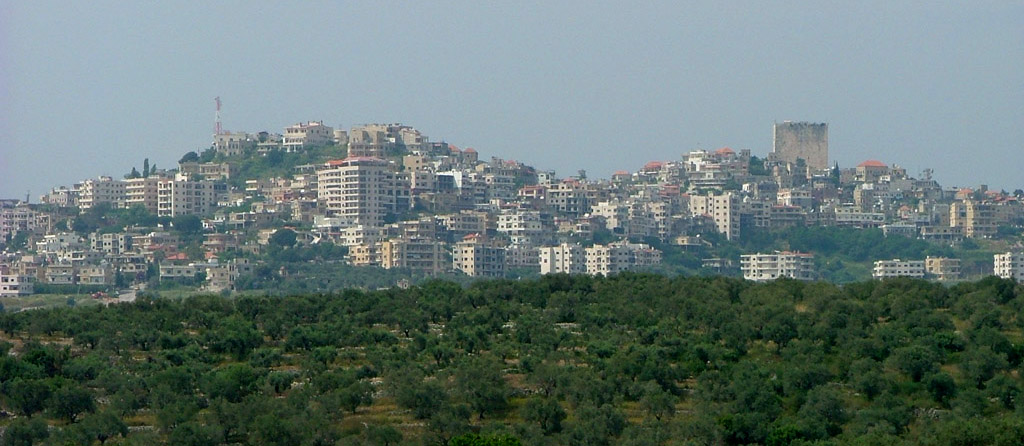
サフィータの遠景

フェニキアがシリア・レバノン沿岸で活躍していた時代からサフィータ付近には町があり、考古学調査でフェニキア人やカナン人の住居跡などが発見されている。
1102年、トゥールーズ伯レーモン4世は、トリポリの領主バヌー・アンマールの領地への侵略を開始する。4年にわたる攻囲戦でトリポリは陥落し、サフィータも含む広い土地がトリポリ伯領となった。最終的には1271年、マムルーク朝のバイバルスによってサフィータの城が落ちている。

### シャステル・ブラン

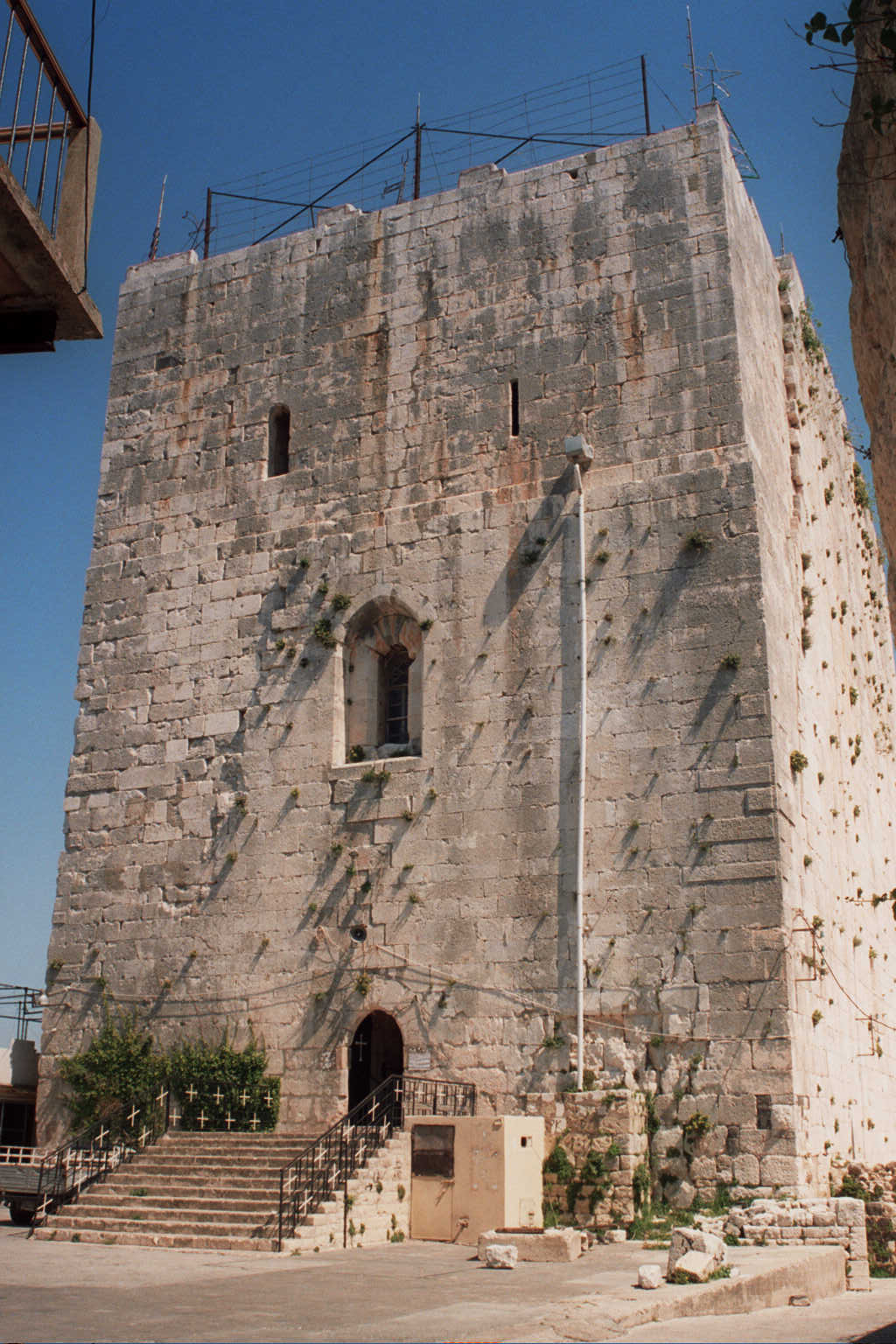
シャステル・ブラン

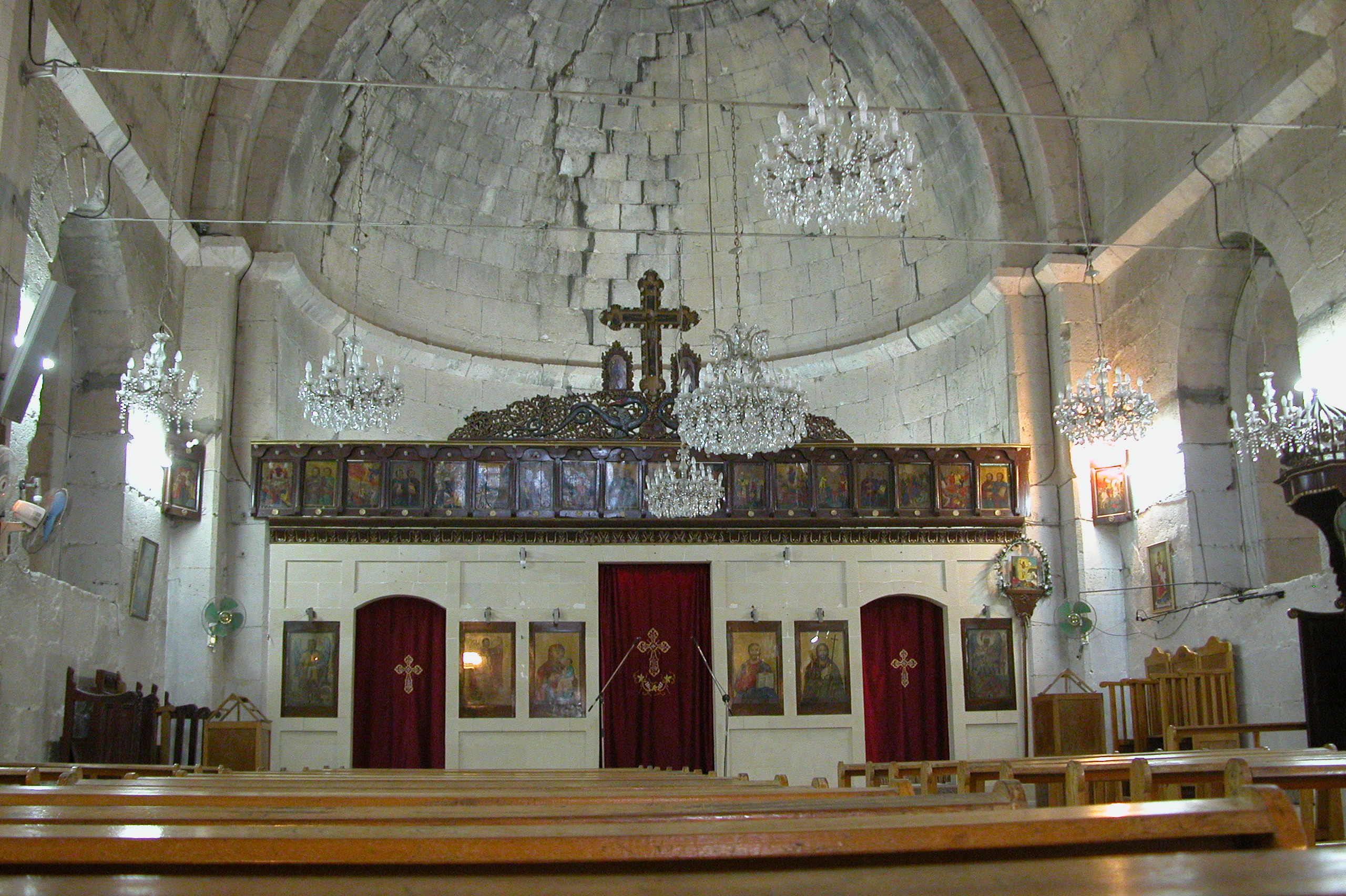
シャステル・ブラン内部の教会

シャステル・ブラン（Chastel Blanc、アラビア語ではブルジ・サフィータ Burj Safita、「サフィータの塔」）は十字軍の時代にテンプル騎士団が築いた城である。サフィータの三つの丘のうち真ん中の丘にあった砦を改造した城で、周囲の広い範囲を見張ることができ、十字軍国家や騎士団が築いた防衛網の重要な拠点であった。屋根からは、西の地中海、南の雪をかぶったレバノン山脈、トリポリの町を見ることができた。また、北西にテンプル騎士団の要塞都市であるタルトゥースとその沖のアルワード島、南西の海岸線に城塞シャステル・ルージュ（Chastel Rouge）、南にアルカ（Arqa）、南東に聖ヨハネ騎士団の本部クラック・デ・シュヴァリエを見ることができたはずである。現在建つ塔は、城のうちの天守にあたる塔で、高さは28m、幅は18m、長さは31mとなっている。西の壁には大きな鐘があり、サフィータから5km先でも聞くことができる。城は二度地震の被害を受け、1170年と1202年に改修した。塔が現在見る姿になったのは、この1202年の改修時である。
聖ミカエル礼拝堂が城の1階にある。建設当時の時代背景を考えると、この城には教会と砦という二つの用途があったと考えられる。巨大な大理石を注意深く積み上げて厚さ3mの堅固な壁が塔の内部を守っている。1階の教会部分は、現在でもサフィータの正教会信徒が聖ミカエルにささげる礼拝堂として使用している。一部破損した階段で上った3階は住居として使われた場所で、多数開いた小さな傾斜した窓は、中から弓矢を射て城を守るためのものである。城の下の岩を削って造られているのは貯水池で、攻囲戦に備えたものである.。
城の守備のため、この塔のほかにも砦があった。45m東には砦の入り口の門だけが残っている。フランス統治時代にはこの塔の再建が図られたが、至近に住む村人に多大な負担を強いた。